# Helioprosopa aurifodina
Helioprosopa aurifodina är en tvåvingeart som beskrevs av Henry J. Reinhard 1964. Helioprosopa aurifodina ingår i släktet Helioprosopa och familjen parasitflugor.
Artens utbredningsområde är Colombia. Inga underarter finns listade i Catalogue of Life.